# 斯科索戈里夫卡
50°2′57″N 35°38′54″E / 50.04917°N 35.64833°E
斯科索霍里夫卡（烏克蘭語：Скосогорівка）是位於烏克蘭東部的村莊，由哈爾科夫州博霍杜希夫區的博霍杜希夫市鎮負責管轄。該村始建於1779年，面積0.62平方公里，海拔高度144米，2001年人口74，人口密度每平方公里119人。